# Гьябуаа, Эммануэль
Эммануэль Гьябуаа (итал. Emmanuel Gyabuaa; родился 21 сентября 2001 года, Парма, Италия) — итальянский футболист ганского происхождения, полузащитник клуба «Аталанта».

## Клубная карьера
Гьябуаа — воспитанник клубов «Парма» и «Аталанта». 13 декабря 2020 года в матче против «Фиорентины» он дебютировал в итальянской Серии A в составе последнего.
В июле 2021 года Гьябуаа присоединился к клубу Серии В «Перуджа» на правах аренды сроком на один год.

## Международная карьера
В 2018 году в составе юношеской сборной Италии Гьябуаа завоевал серебряные медали юношеского чемпионата Европы в Англии. На турнире он сыграл в матчах против команд Англии, Швейцарии, Израиля, Швеции, Бельгии и Нидерландов. В поединках против израильтян и бельгийцев Эммануэль забил по голу. 

## Достижения
Международные
 Италия (до 17)
- Серебряный призер юношеского чемпионата Европы - 2018